# Ipomadi Pelenapin
Ipomadi Toko (Miep) Pelenapin is een Surinaams inheems leider. Hij is hoofdkapitein van de Wayana aan de Lawarivier in Suriname.

## Biografie
Pelenapin was enige jaren de levenspartner van antropoloog Karin Boven. Ze hebben samen een dochter. Hij is de achterkleinzoon van Toko Ipomadi die naar de Litanirvier kwam vanuit de Yari-regio. Hij werd in 2005 benoemd tot hoofdkapitein van de Wayana en wordt in de volksmond stamhoofd genoemd. Hoewel de Wayanadorpen allen als autonoom worden beschouwd, behoren voor hem als stamhoofd naast de inwoners in zijn woonplaats Kawemhakan (voorheen Anapaike) ook de inwoners van de volgende Surinaamse dorpen tot zijn volk: Abunasunga, Koemakapan en Paloemeu.
Pelenapin maakt zich sinds jaren bezorgd om de goudwinning in het gebied en de kwikverontreiniging die erbij gepaard gaat. In 2009 hield de Organisatie van Inheemsen in Suriname hierom een onderzoek in het Wayanagebied, waarbij ook de bevolking medisch werd onderzocht. Uit het onderzoek bleek dat de Wayana's in het gebied zware kwikvergiftiging hebben opgelopen.
In 2012 werd Pelenapin lid van het bestuur van de Vereniging Inheemse Dorpshoofden Suriname (VIDS); Lesley Artist was sinds die tijd voorzitter van de vereniging. Toen Artist in 2018 uit de VIDS stapte, waarna tien dorpshoofden zijn voorbeeld volgden, bleef Pelenapin met de andere dorpen wel lid van VIDS. Wel richtte hij in april 2018 samen met Jupta Itoewaki daarnaast de stichting Mulokot op, om specifiek het Wayana-volk te kunnen vertegenwoordigen.
Doordat er geen school in Kawemhakan aanwezig is, zijn de kinderen sinds jaren aangewezen op onderwijs aan de Franse zijde in het Wayanagebied. In 2019 pleitte Pelenapin er daarom bij de Surinaamse regering voor om het gebied opnieuw te voorzien van Nederlandstalig onderwijs. Door de afwezigheid van een school aan Surinaamse zijde zijn veel kinderen de Nederlandse taal niet meer machtig en spreken ze Wayana en Frans. De school was sinds de Binnenlandse Oorlog gesloten. Sinds circa 2020/2021 wordt er op eigen kosten weer Nederlandse les gegeven.
Tijdens de corona-uitbraak in Suriname liet Pelenapin de Lawa Anapaike Airstrip bij het dorp barricaderen, omdat een lokale vliegmaatschappij vijf personen naar het dorp had gevlogen. Hij wilde ermee voorkomen dat het coronavirus op die manier het dorp zou bereiken en dorpelingen zou besmetten. Aan het begin van de landelijke vaccinatiecampagne liet Pelenapin zich als eerste vaccineren om argwaan tegenover het vaccin onder de Wayanabevolking weg te nemen.